# 泰勒鎮區 (阿肯色州哥倫比亞縣)
泰勒鎮區（英語：Taylor Township）是位於美國阿肯色州哥倫比亞縣的一個行政鎮區。

## 地方資料
泰勒鎮區的面積為254.93平方千米，當中陸地面積為254.92平方千米，而水域面積為0.01平方千米。根據2010年美國人口普查的數據，當地共有人口1596人，而人口密度為每平方千米6.26人。